# ULMA Handling Systems

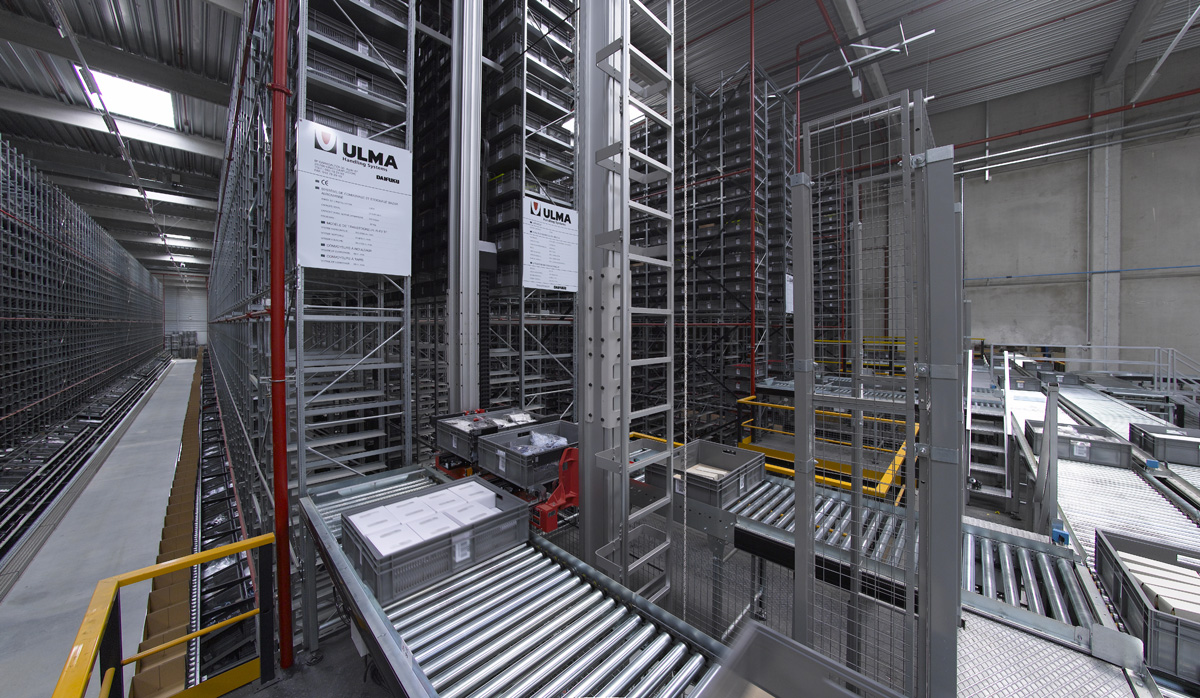
Armazém automático (Transelevador Mini Load).

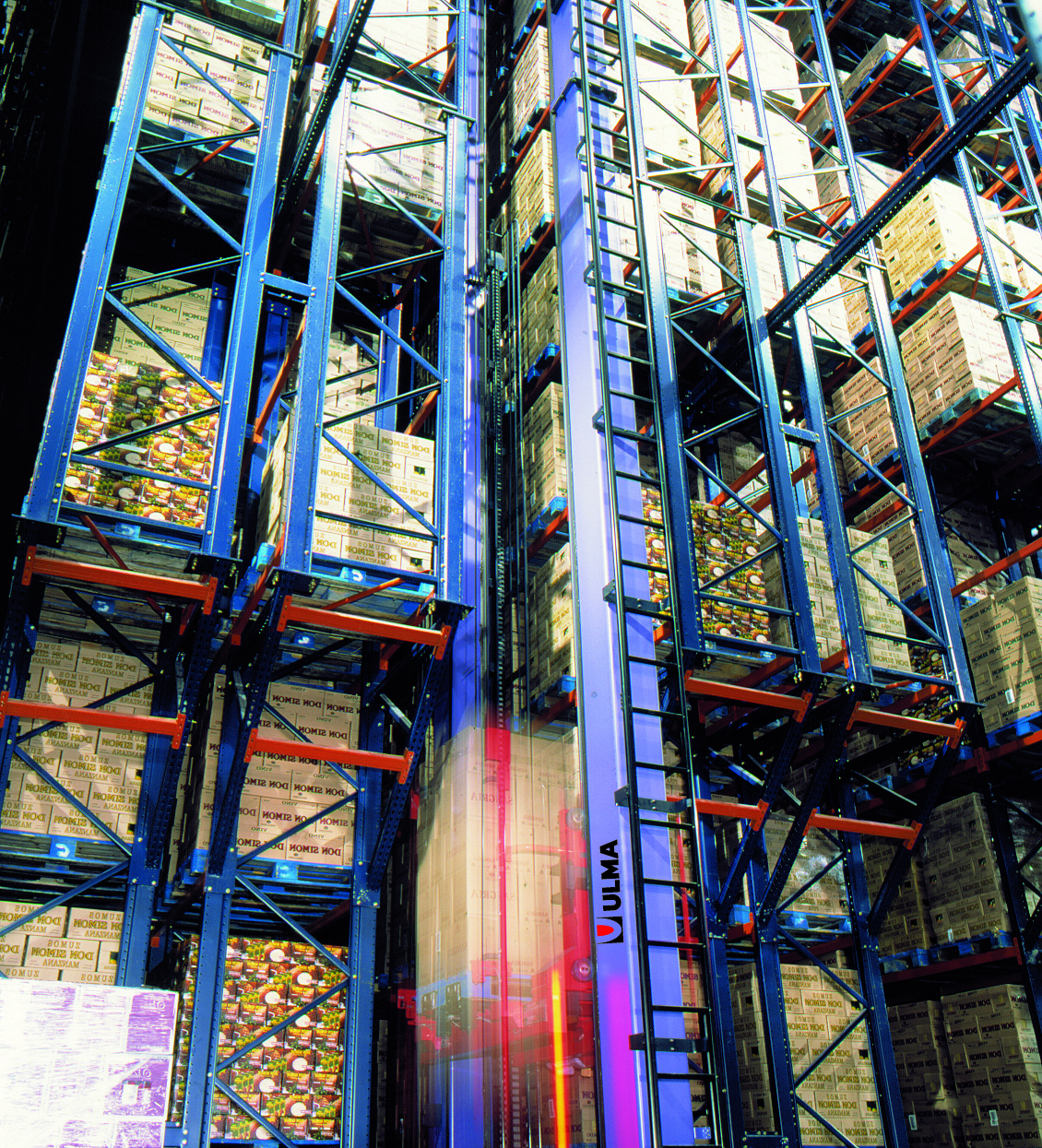
Armazém automático (Transelevador Unit Load).

A ULMA Handling Systems é uma companha de Material Handling e Logística Automatizada, fornecedora de soluções de armazenamento automático, entre outros, com sede em Oñati, Guipúzcoa. Os engenheiros da companhia projetam, levando em consideração os requisitos, produzem e instalam as soluções de intralogística em diferentes tipos de instalações: de pequenos armazéns a sistemas complexos.

## Informação corporativa
A ULMA Handling Systems possui filiais operativas em diferentes países da Europa e América:
- ULMA Handling Systems Polinyà (Barcelona), España
- ULMA Handling Systems Aldaia (Valencia), España
- ULMA Handling Systems Serris, Francia
- ULMA Handling Systems Arnhem, Netherlands
- ULMA Handling Systems São Paulo, Brasil
- ULMA Handling Systems Lima, Perú
- ULMA Handling Systems Las Condes (Santiago), Chile

## História
A ULMA Handling Systems é uma das 8 empresas que formam o grupo cooperativo ULMA, cujas origens se remontam a 1957, quando seis jovens mecânicos montaram em Oñati (Guipúscoa) uma pequena oficina. Em 1988 foi fundada a ULMA Handling Systems, depois de um acordo de transferência de tecnologia com a empresa japonesa DAIFUKU para a venda e instalação de armazéns automáticos.
A companhia desenvolveu as primeiras instalações automáticas e começou a aumentar sua carteira de clientes. Em 1997 a companhia foi internacionalizada, instalando armazéns no Brasil, França e Itália, e hoje em dia conta com filiais na Espanha, França, Países Baixos, Brasil, Peru e Chile.

## Productos e serviços
A companhia projeta soluções logísticas , ex.: soluções de picking, soluções de armazenamento automático, transporte automático, etc. A ULMA Handling Systems oferece serviços de consultoria logística, planejamento, projeto, serviço pós-venda e muito mais.
Além disto, a companhia oferece à sua disposição um sistema de gestão de armazéns, que garante a otimização e controle ideal de todos os movimentos de mercadorias que ocorrem dentro do armazém.
A ULMA Handling Systems também oferece soluções de Baggage Handling e Health Logistics, projetando e desenvolvendo soluções integrais.

## Projetos
Projetos que ULMA Handling Systems desenvolveu com os seus clientes:
- Banque de France (França) [4]: primeiro sistema logístico automatizado bancário do eurosistema. La Banque de France cobre além disso, as necessidades de recepção, armazenamento e saída de notas e moedas, assim como serviços de separação de pedidos de dinheiro para os bancos do norte da França.
- Brandili (Brasil)[5]: A Brandili é a primeira empresa brasileira do setor de moda infantil a adotar uma solução modular, versátil e preparada para se adaptar às demandas de mercado e do cliente, como novas políticas de serviços e tipos de produto. Conta com um sistema logístico composto por dois FSS e um sistema de classificação projetado para bandejas duplas, gerenciado através de um WMS feito sob medida para a solução. Além disso, os dispositivos de Pick to Light guiam de forma intuitiva o operário no processo de preparação multi-pedido.
- Eroski (Espanha)[6]: Eroski automatiza 50% do tráfico e 70% do peso. Trata-se da primeira plataforma logística na Europa que consegue automatizar também a logística de garrafas.